# Dora Kršul
Dora Kršul (Zagreb, 1990.) hrvatska je istraživačka novinarka. Završila je studij novinarstva 2017. na Fakultetu političkih znanosti Sveučilišta u Zagrebu. Tijekom studija uključila se u rad studentskih novina, a 2016. počinje raditi na portalu srednja.hr. Danas radi za portal telegram.hr gdje najviše prati obrazovne i znanstvene teme.

## Nagrade
Članica je Hrvatskog novinarskog društva od 2017. godine. Za tu je godinu nagrađena HND-ovim godišnjim nagradama Marija Jurić Zagorka za internetsko i istraživačko novinarstvo, i to za tekst o pokušaju malverzacije strateškim obrazovno-znanstvenim dokumentom. 
Osim HND-ovih nagrada, 2018. godine Kršul je nominirana za nagradu Europski znanstveni novinar koju dodjeljuje Association of British Science Writers (ABSW), za koju ju je nominirao Zbor znanstvenih novinara HND-a, čija je također članica.
Potkraj 2022. godine objavila je serijal istraživačkih tekstova u kojima je detaljno opisala razmjere neshvatljivog trošenja javnog novca na zagrebačkom Prehrambeno-biotehnološkom fakultetu. Za niz istraživačkih tekstova 2023. godine dobila je i nagradu HND-a za istraživačko novinarstvo.

## Vanjske poveznice
- Profil autorice na portalu telegram.hr